# Voz do Coração (álbum de Aline Barros)
Voz do Coração é um álbum de estúdio, sendo o segundo de Aline Barros, e o primeiro lançado pela gravadora AB Records, em 1997 este disco também foi sucesso e consolidou o nome de Aline Barros na indústria da música nacional. A canção "Fico Feliz" se tornou febre nas rádios do segmento, e resultou em mais de 400.000 cópias vendidas do disco. Para a divulgação do álbum, Aline realizou shows em várias cidades do país entre 1998 e 1999.[carece de fontes?]
| Críticas profissionais | Críticas profissionais |
| Avaliações da crítica  | Avaliações da crítica  |
| Fonte                  | Avaliação              |
| ---------------------- | ---------------------- |
| O Propagador           | [ 1 ]                  |
| Super Gospel           | (favorável)            |

## Faixas
| N.º            | Título                                        | Compositor(es)                                                                    | Duração |  |
| 1.             | "Corra para os Braços do Pai (If This World)" | Michelle Tumes, Tyler Hames, Erik Sundin e Mark Heimermann / Versão: Aline Barros | 4:03    |  |
| 2.             | "Caminho da Fé"                               | Marquinhos Gomes                                                                  | 4:14    |  |
| 3.             | "Pai, Eu Te Amo (Glorify Thy Name)"           | Donna Adkins / Versão: Asaph Borba                                                | 4:36    |  |
| 4.             | "Fico Feliz (It Makes Me Glad)"               | Nick Brito / Adapt.: Edson Feitosa                                                | 3:47    |  |
| 5.             | "Não Há Razão"                                | Josué Teodoro                                                                     | 4:19    |  |
| 6.             | "Por Toda Minha Vida"                         | Beno César, Solange de César & Jr. César                                          | 4:47    |  |
| 7.             | "Tribo de Levi"                               | Beno César, Solange de César & Jr. César                                          | 3:30    |  |
| 8.             | "Ao Deus da Minha Salvação"                   | Jorge Guedes                                                                      | 4:55    |  |
| 9.             | "A Mensagem da Cruz"                          | Harpa Cristã                                                                      | 5:31    |  |
| 10.            | "Dai Louvor"                                  | Marcelo Manhãs                                                                    | 3:36    |  |
| 11.            | "Lírio dos Vales"                             | Beno César, Solange de César & Jr. César                                          | 4:14    |  |
| Duração total: | Duração total:                                | Duração total:                                                                    | 49:54   |  |

## Ficha Técnica
- Direção artística: Ronaldo Barros e Sandra Barros
- Produção musical: Ricardo Feghali, Cleberson Horsth e Ronaldo Barros
- Arranjos: Ricardo Feghali e Cleberson Horsth
- Computador: Ricardo Feghali
- Teclados: Ricardo Feghali e Cleberson Horsth
- Guitarra e violão: Kiko
- Sax alto: Zé Canuto
- Coro: Serginho, Paulinho, Feghali, Cleberson e Aline
- Coro de crianças: Gabriela Kistenmacker, Gabriel Kistenmacker, Raquel Kistenmacker, Leonardo Barros, Luciano Barros, Érica Madureira, Daniela Madureira, Larissa do Nascimento, Juliana Brum, Débora do Espírito Santo, Sarah Gomes, Kéren Hapuque, Júlia Peixoto, Lídia Peixoto, Raquel Peixoto, Rafael Félix, Lucas Félix e Maurício Horsth
- Coro, voz e sax alto gravados no Roupa Nova Studio por Marcos Sabólia
- Coro de crianças gravado no Feghali Studio por Ricardo Feghali
- Assistente de estúdio: Nestor Lemos
- Mixado no Roupa Nova Studio por Marcos Sabólia e Ricardo Feghali
- Masterização: De Savoya Digital Master
- Fotos: Sidney Graudim
- Design (capa): Adriana Félix